# Zhao Jin (Schwimmerin)
Zhao Jin (chinesisch 赵瑾, Pinyin Zhào jǐn; * 17. März 1988 in Shanghai) ist eine chinesische Schwimmerin.
Sie trat für China bei den Asienspielen 2010 und den Schwimmwettbewerben der Olympischen Sommerspiele 2012 in London an. Bei letzteren schied sie über 100 m Brust als Siebte ihres Halbfinallaufes aus und belegte abschließend den 15. Gesamtrang.
Sie ist nicht zu verwechseln mit Zhao Jing, der Weltrekordhalterin über 50 m Rücken.